# برلوز
شهر برلوز (به فرانسوی: Berloz) در شهرستان ورم (بلژیک) در استان لیئژ در منطقه فدرال والوون در کشور بلژیک واقع شده‌است.